# 和静巴音布鲁克机场
和静巴音布鲁克机场（Hejing Bayinbuluke Airport），位于中国新疆维吾尔自治区巴音郭楞蒙古自治州和静县巴音布鲁克镇，距离镇中心直线距离约13.5km，公路里程约16km，占地面积为174.7公顷。机场标高2506.85米，年平均气温-3.7℃，是新疆第二座高高原机场。飞行区等级为4C，消防救援保障等级和应急救护保障等级均为6级，可供空客A320和波音737等同类机型及其以下机型起降。和静巴音布鲁克机场总投资83761万元，机场航站楼面积为3500平方米，停机位设6个C类机位；跑道长3000米、宽45米；可满足年旅客吞吐量25万人次、货邮吞吐量500吨、飞机起降2300架次的使用需求。

## 沿革
2017年3月16日，中国民用航空局批复和静（巴音布鲁克）机场选址报告；

2020年9月16日，国务院、中央军委批复同意新建新疆和静（巴音布鲁克）机场；

2021年7月27日，国家发展改革委批复和静（巴音布鲁克）机场工程可行性研究报告；

2021年9月16日，民航新疆管理局批复和静（巴音布鲁克）机场总体规划；

2021年10月11日，民航新疆管理局批复和静（巴音布鲁克）机场工程初步设计及概算；

2022年3月，和静巴音布鲁克机场命名获批，英文译名为“HEJING BAYINBULUKE AIRPORT”；

2022年4月25日，和静巴音布鲁克机场正式开工；

2023年11月5日，和静巴音布鲁克机场校飞成功；

2023年12月15日，和静巴音布鲁克机场通过竣工验收；

2023年12月28日，和静巴音布鲁克机场试飞成功，任务由中国南方航空空客A320-200机型执行；

2024年2月7日，和静巴音布鲁克机场完成行业验收；

2024年7月19日，和静巴音布鲁克机场获颁运输机场使用许可证；

2024年8月20日，和静巴音布鲁克机场正式通航，由新疆通航使用空中国王KA350飞机开通至库尔勒短途运输航线。

## 国内航线
| 航空公司 | 目的地 |
| -------- | ------ |
| 新疆通航 | 库尔勒 |